# 普羅夫迪夫羅馬劇場
42°08′49″N 24°45′04″E / 42.14684°N 24.751006°E

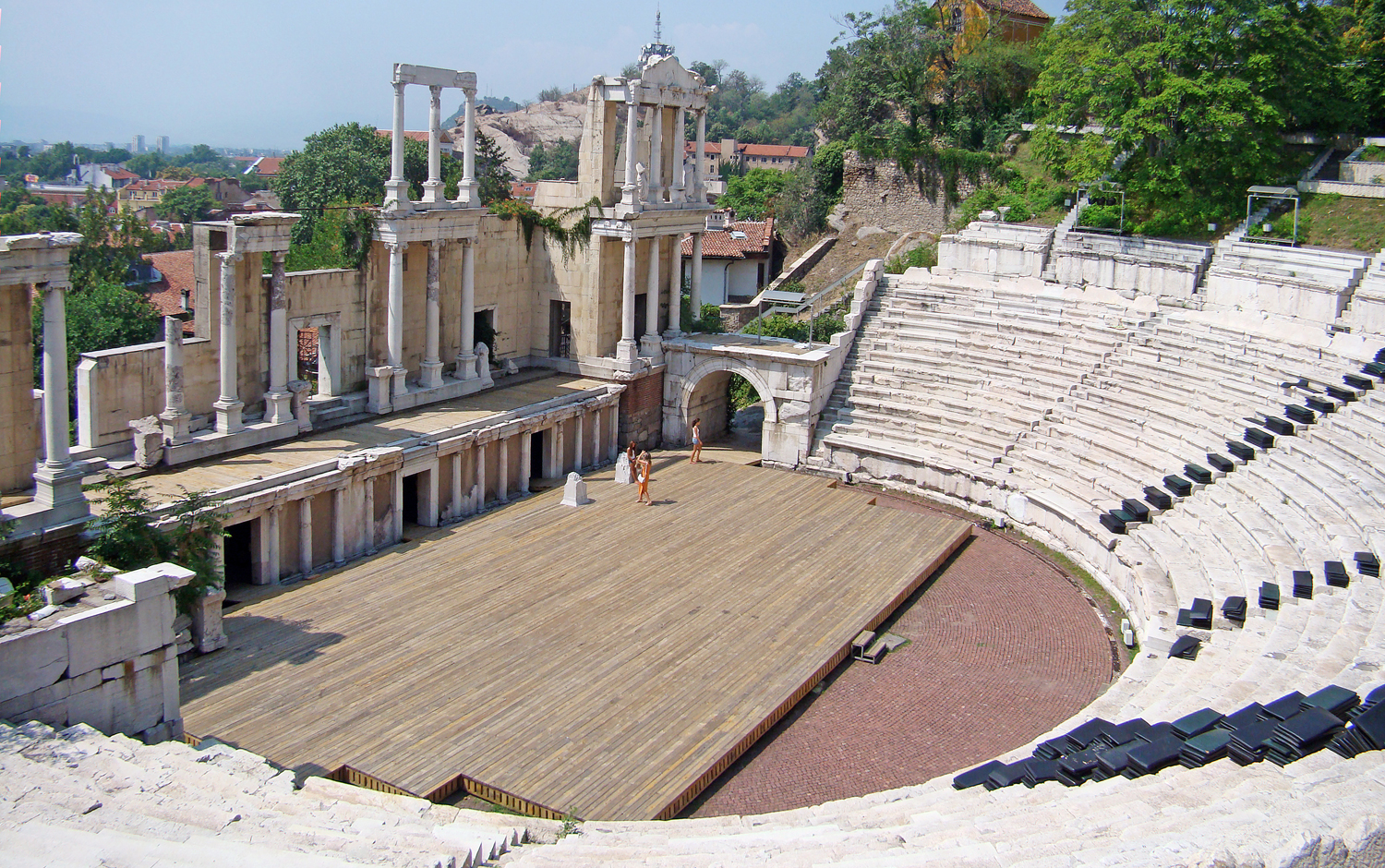
普羅夫迪夫羅馬劇場

普羅夫迪夫羅馬劇場（Plovdiv Roman theatre）是位於保加利亞普羅夫迪夫的一座古羅馬劇場。普多夫迪夫羅馬劇場是現在世界上保存狀態最好的古羅馬劇場之一。